# Maggie's Farm
«Maggie's Farm» (en español: «La granja de Maggie») es una canción compuesta por el cantante estadounidense Bob Dylan. Fue incluida en el álbum Bringing It All Back Home, editado el 22 de marzo de 1965.

## Versiones
"Maggie's Farm", como muchas otras canciones de Dylan, ha sido ampliamente versionada: 
- En 1971, The Residents grabaron una versión que abre su álbum Warner Bros. Album, aunque no fue publicada entonces.

- En 1980, The Blues Band grabó una versión criticando el gobierno de Margaret Thatcher. El verso "The National Guard stands around the door" fue reemplazado por otro sobre los SPG, la Special Patrol Group, la controvertida unidad de la London Metropolitan Police usada entonces para reprimir las protestas. La banda de ska The Specials también grabaron una versión, también sobre la entonces primera ministra Margaret Thatcher.

- En determinadas épocas la canción ha sido una de las favoritas en directo para grupos como Uncle Tupelo (giras de 1988-89), U2 (1986-87), los Grateful Dead, The Specials, Richie Havens y Tin Machine, entre otros.

- En 2000, Rage Against The Machine grabó una versión mucho más dura en su álbum Renegades (2000).

- U2 tocó la canción en el concierto benéfico Self Aid en Dublín.

- En 2006 Silvertide grabó la canción para la película Lady in the Water.

- Actualmente la banda inglesa Muse toca el riff principal de la versión de RATM al final de Map Of Problematique en sus actuaciones en vivo.